# Ibrahim-paša Kulenović
Ibrahim-paša Kulenović, bosanski paša hrvatske narodnosti, osmanski diplomat. Iz hrvatske aristokratske obitelji Kulenovića, čiji korijeni vuku još od 12. stoljeća. Obitelj mu je imala važnu ulogu u povijesti BiH. Nakon Pacta Convente hrvatski plemići Kulenovići nisu htjeli prihvatiti ugarskog kralja te su odselili u Bosnu. Prema predaji, iz ove je obitelji i Kulin-ban i tvrdilo se da su po njemu dobili ime Kulenovići. Obitelj je uvijek isticala svoje hrvatstvo. Ibrahim-paša Kulenović sudjelovao je na mirovnom saboru u Frankfurtu 1562. godine. Na saboru se hvalio „svojim”, hrvatskim jezikom.